# Филядельф Пузина
Филядельф Пузина (у миру Костянтин Пузина; 1786, село Шишаки, Хорольский повіт, Київське намісництво — 1851, Китаївська пустинь, Київська губернія) — український релігійний діяч із Гетьманщини.

## Біографія
Народився у 1786 рокові у селі Шишаки Хорольського повіту Київського намісництва (згодом це була територія Полтавської губернії; нині Полтавська область) у дворянській родині. Його батько був виходцем із Литви, поселився у цьому селі, володів селянами.
Освіту отримав у Полтавській духовній семінарії, котра у той час розташовувалася у Переяславі. Після закінчення семінарії вступив до Санкт-Петербурзької духовної академії. Під час перебування у Петербурзькій духовній академії написав кілька віршів українською мовою.
У 1814 закінчив духовну академію зі ступенем кандидата богослов'я і направлений викладачем у Вологодську духовну семінарію, вчителем єврейської і французької мов.
28 травня 1822 року прийняв чернецтво з ім'ям Філадельф, 5 липня того ж року висвячений у сан ієродиякона, і 9 липня — у ієромонаха, із зарахуванням до штату вологодського архієрейського дому.
17 вересня того ж року висвячений у сан ігумена і переміщений у Чернігівську духовну семінарію на посаду інспектора і вчителя філософії та французької мови.
З 30 січня 1823 був, окрім того, наглядачем повітових духовних училищ.
12 серпня 1823 йому доручене управління Козелецьким Георгієвським монастирем.
20 вересня 1825 призначений ректором і наставником богословських наук у Воронезькій духовній семінарії, в той же час був членом духовної консисторії, благочинним монастирів і цензором проповідей.
У 1826 призначений настоятелем Воронезького Олексіївського монастиря з возведенням у сан архімандрита.
У лютому 1829 був переміщений до перемишльського Троїцького монастиря Калузької єпархії.
У 1830 призначений настоятелем Московського Златоустовського монастиря. Одночасно був членом московської консисторії і багато сприяв цивільному начальству у боротьбі з холерою.
25 січня 1831 був призначений ректором Кишинівської духовної семінарії, членом консисторії і настоятелем курковського Рождество-Богородичного монастиря.
У 1833—1835  на посаді ревізора бесарабських шкіл взаємного навчання.
У 1837 «перейменований» настоятелем добруського Миколаївського монастиря.
За відгуками сучасників, це була дуже вчена, працездатна людина і митрополит Кишинівський Димитрій Сулима вказував на нього Святійшому Синоду, як на кандидата у вікарії собі: «это было бы весьма полезно для края, так как сей по всему достойный сановник навык уже и здешнему языку и может обойтись без переводчика»».
У 1845  надрукований його твір «Обозрение соборного послания св. Апостола Иакова с краткими нравоучениями».
У 1846 року викликаний до Санкт-Петербурга для відправлення низки священнослужінь і проповідей.
У 1847 був відсторонений від ректорства і посади професора богословських наук, а у 1849 зовсім звільнений від духовно-навчальної служби, з залишенням в управлінні, до закінчення слідства, Добруського монастиря.
У нього виникла сварка з викладачем семінарії Нікітським. Дійшло до того, що архімандрит Феофілакт влаштував у своїй квартирі бійку, що закінчилася у семинарському дворі. Викладач поскаржився, після чого було призначене слідство і архімандрит Филядельф був висланий на спокій у Китаївську пустинь під Києвом, де через два роки помер.